# Lugano Tigers
Pour les articles homonymes, voir Lugano (homonymie).
Les Lugano Tigers sont un club suisse de basket-ball, basé dans la ville de Lugano.

## Historique
Le Lugano Tigers naît en 2003 après la faillite du Basket Club Lugano (surnommé Lugano Snakes).

## Palmarès
| Compétitions nationales | Compétitions internationales |
| - Championnat de Suisse : - Champion (8) : 2000, 2001, 2002, 2006, 2010, 2011, 2012, 2014. - Vice-champion (4) : 2007, 2008, 2009, 2013. - Coupe de Suisse : - Vainqueur (6) : 1982, 2001, 2002, 2011, 2012, 2015. - Finaliste (4) : 1999, 2006, 2008, 2018. - Coupe de la Ligue : - Vainqueur (2) : 2011, 2012. - Finaliste (4) : 2006, 2007, 2010, 2018. - Supercoupe de Suisse : - Vainqueur (1) : 2015. - Finaliste (1) : 2018. | - Néant                      |

## Joueurs et personnalités du club

### Entraîneurs
- 1982-1983 :  Manuel Raga
- 1983-1985 :  Ed Miller
- 1985 :  Francesco Lamanna
- 1985-1987 :  Bunello Arnaboldi
- 1987 :  Ken Brady
- 1987-? :  Dario Bernasconi
- 1992-1993 :  Alessandro Cedraschi
- 1993-1994 :  Renato Carettoni
- 1994 :  Gary Stich
- 1994-1995 :  Vjećeslav Tolj
- 1995 :  Enrico Parmigiani
- 1995-1996 :  Gianfranco Garobbio
- 1996 :  Edoardo Colombo
- 1996-1998 :  Renato Carettoni
- 1998-1999 :  Franco Facchinetti
- 1999-2000 :  Virginio Bernardi
- 2000-2002 :  Zare Markovski
- 2002-2005 :  Milutin Nikolić
- 2005-2008 :  Andrea Petitpierre
- 2008-2009 :  Franco Facchinetti
- 2009 :  Renato Carettoni
- 2009-2011 :  Joe Whelton
- 2011-2013 :  Randoald Dessarzin
- 2013-2015 :  Andrea Petitpierre
- 2015-2016 :  Jean-Marc Jaumin
- 2016-2017 :  Nicola Brienza
- 2017-2018 :  Thibaut Petit
- 2018-2019 :  Andrea Petitpierre
- 2019-2021 :  Salvatore Cabibbo
- 2021-2022 :  Milutin Nikolić
- 2022- :  Valter Montini

### Joueurs emblématiques
- Spencer Dunkley
- Nenad Marković
- Travis Watson
- Tom Scheffler
- Ryan Richards